# Parawixia tarapoa
Parawixia tarapoa är en spindelart som beskrevs av Levi 1992. Parawixia tarapoa ingår i släktet Parawixia och familjen hjulspindlar. Inga underarter finns listade i Catalogue of Life.